# Верхньо-Куенгинське сільське поселення
Верхньо-Куе́нгинське сільське поселення (рос. Верхне-Куэнгинское сельское поселение) — сільське поселення у складі Стрітенського району Забайкальського краю Росії.
Адміністративний центр — село Верхня Куенга.

## Населення
Населення сільського поселення становить 580 осіб (2019; 687 у 2010, 849 у 2002).

## Склад
До складу сільського поселення входять:
| Населений пункт     | Населення, осіб (2002) | Населення, осіб (2010) |
| ------------------- | ---------------------- | ---------------------- |
| Болотово, село      | 265                    | 210                    |
| Верхня Куенга, село | 562                    | 458                    |
| Шапка, селище       | 22                     | 19                     |